# Medicina interna
La medicina interna è la branca della medicina che si occupa della prevenzione, diagnosi e trattamento non chirurgico delle malattie dei sistemi interni.

## Storia
La locuzione medicina interna venne probabilmente utilizzata per la prima volta nel 1839 al Congresso degli Scienziati Italiani di Pisa per distinguerla dalla chirurgia, all'epoca definita medicina esterna. Nel 1882 si tenne a Wiesbaden il primo congresso statunitense dedicato alla materia.

## Ambiti di interesse
Occupandosi dei sistemi interni, la medicina interna tratta:
- malattie dell'apparato respiratorio
- malattie dell'apparato cardiovascolare
- malattie dell'apparato digerente
- malattie del sangue e degli organi emopoietici
- malattie renali
- malattie del sistema endocrino
- malattie del sistema immunitario
- malattie infettive
- malattie dell'apparato muscolo-scheletrico e del tessuto connettivo
- malattie tumorali
- malattie dello sviluppo infantile
- malattie dell'età avanzata

## Scuola di specializzazione in Italia
La scuola di specializzazione dura cinque anni ed è presente presso i seguenti atenei:
- Università Politecnica delle Marche di Ancona[2]
- Università degli Studi di Bari Aldo Moro[3]
- Università di Bologna[4]
- Università degli Studi di Brescia[5]
- Università degli Studi di Cagliari
- Università degli Studi di Catania
- Università degli Studi Magna Græcia di Catanzaro
- Università degli Studi "Gabriele d'Annunzio" di Chieti
- Università degli Studi di Ferrara
- Università degli Studi di Firenze[6]
- Università degli Studi di Foggia
- Università degli Studi di Genova[7]
- Humanitas University[8]
- Università degli Studi dell'Aquila[9]
- Università degli Studi di Messina
- Università degli Studi di Milano-Bicocca
- Università Vita-Salute San Raffaele di Milano
- Università Cattolica del Sacro Cuore di Roma
- Università degli Studi di Milano
- Università degli Studi di Modena e Reggio Emilia
- Università degli Studi di Napoli Federico II[10]
- Università degli Studi della Campania Luigi Vanvitelli
- Università degli Studi del Piemonte Orientale Amedeo Avogadro[11]
- Università degli Studi di Padova[12]
- Università degli Studi di Palermo
- Università degli Studi di Parma[13]
- Università degli Studi di Pavia
- Università degli Studi di Perugia
- Università di Pisa
- Università degli Studi di Roma "La Sapienza"[14]
- Università degli Studi di Roma Tor Vergata[15]
- Università Campus Bio-Medico di Roma
- Università degli Studi di Salerno
- Università degli Studi di Sassari
- Università degli Studi di Siena
- Università degli Studi di Torino
- Università degli Studi di Trieste[16]
- Università degli Studi di Udine[17]
- Università degli Studi dell'Insubria di Varese
- Università degli Studi di Verona